# Croton limnocharis
Espèce
Classification APG II (2003)
Croton limnocharis est une espèce de plantes à fleurs du genre Croton et de la famille Euphorbiaceae présente du Mexique (Veracruz) au Guatemala.